# ستراخونوویتسه
ستراخونوویتسه (به لاتین: Strachoňovice) یک منطقهٔ مسکونی در جمهوری چک است که در ناحیه ییهلاوا واقع شده‌است. ستراخونوویتسه ۴٫۳۳ کیلومتر مربع مساحت و ۸۷ نفر جمعیت دارد و ۵۱۳ متر بالاتر از سطح دریا واقع شده‌است.